# Strontiumsulfid
Strontiumsulfid ist eine anorganische chemische Verbindung des Strontiums aus der Gruppe der Sulfide.

## Gewinnung und Darstellung
Strontiumsulfid kann durch Reaktion von Strontiumsulfat mit Kohlenstoff gewonnen werden.
{\displaystyle \mathrm {SrSO_{4}+2\ C\longrightarrow SrS+2\ CO_{2}} }
Strontiumsulfid hoher Reinheit lässt sich in kleinen Mengen sehr  leicht durch Erhitzen von Strontiumcarbonat bei etwa 1000 °C in  einem genügend starken Strom von Schwefelwasserstoff und Wasserstoff gewinnen.
{\displaystyle \mathrm {SrCO_{3}+H_{2}S\longrightarrow SrS+H_{2}O+CO_{2}} }
Ebenfalls möglich ist die Herstellung direkt aus den Elementen in einer inerten Atmosphäre.
{\displaystyle \mathrm {Sr+S\longrightarrow SrS} }

## Eigenschaften
Strontiumsulfid ist ein weißer Feststoff der an der Luft oxidiert und sich bei Feuchtigkeit zersetzt. Er hat eine Kristallstruktur vom Natriumchlorid-Typ (a = 6,020) mit der Raumgruppe Fm3m (Raumgruppen-Nr. 225). Er zersetzt sich in Säuren unter Bildung von Schwefelwasserstoff.

## Verwendung
Strontiumsulfid wird für Nachleuchtfarben (blaugrünes Licht) und zur Haarentfernung verwendet.